# Keffiyeh

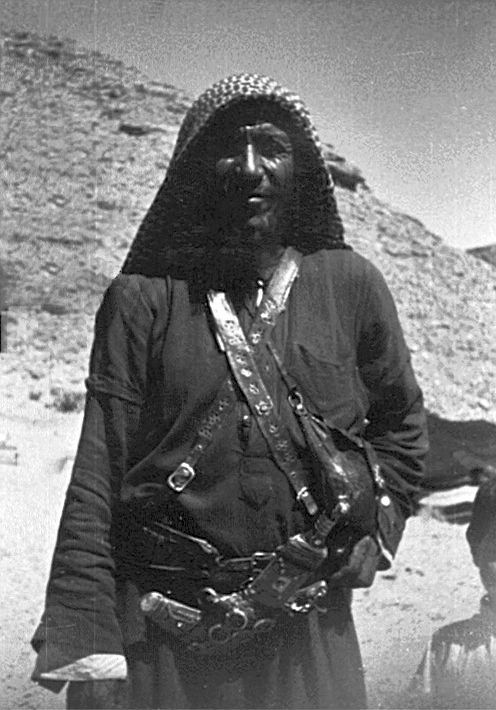
Un bărbat din Arabia Saudită purtând un keffiyeh

Keffiyeh sau kufiya (arabă كُوفِيَّة kūfiyyah, înseamnă „din orașul Kufa” (الْكُوفَة); plural كُوفِيَّات kūfiyyāt), cunoscut și sub numele de a ghutrah (غُترَة), shemagh (شُمَاغ šumāġ), ḥaṭṭah (حَطَّة), mashadah (مَشَدَة), chafiye, dastmal yazdi (persană دستمال یزدی, kurdă دەستمال یەزدی destmal yezdî) sau cemedanî (kurdă جەمەدانی),, este o coifură tradițională arabă, sau ceea ce se numește uneori un obicei, sau cum se numește uneori Orientul Mijlociu, cu origini din cornul abundenței (Irak, Levant și Egipt) dintr-o eșarfă pătrată, de obicei din bumbac. Se găsește frecvent în regiunile aride, deoarece oferă protecție împotriva arsurilor solare, prafului și nisipului. Spre sfârșitul anilor 1980, keffiyeh a devenit un accesoriu vestimentar în Statele Unite și, în anii 2000, a devenit foarte popular printre adolescenții din Tokyo, Japonia, unde este adesea purtat cu haine în stil camuflaj.

## Legături externe
- "The Keffiyeh and the Arab Heartland" Arhivat în 3 aprilie 2015, la Wayback Machine. from About.com
- "Saudi Aramco World: The dye that binds" Arhivat în 3 noiembrie 2014, la Wayback Machine. by Caroline Stone
- More references about a sudra on page 962 from Jastrow Dictionary Online
- Modern Chronology of the Keffiyah Kraze from Arab American blog Kabobfest
- Che Couture Gives way to Kurds' Puși Chic by Ișıl Eğrikavuk, Hurriyet
- Politics vs Clothing: the Case of the Keffiyeh by Yazeed Kamaldien, Mail & Guardian
- Palestinian Keffiyeh outgrows Mideast conflict Arhivat în 3 februarie 2012, la Wayback Machine.
- Last factory in Palestine produces Kuffiyeh
- Hirbawi: The Only Original Kufiya Made in Palestine